# کامیل رو
کامیل رو (به انگلیسی: Camille Rowe) (زاده ۷ ژانویه ۱۹۹۰) مانکن و بازیگر فرانسوی - آمریکایی است.
او در فیلم روزهای فروشگاه حیوانات خانگی بازی کرده است.

## اوایل زندگی
کامیل رو در شهر پاریس از مادری آمریکایی که در Le Lido مدل و رقاص بود و پدری فرانسوی به دنیا آمد.

## حرفه‌ای
در سال ۲۰۰۸ در کافه محله لومری دیده شد.
در سال ۲۰۱۰ در فیلم فرانسوی Our Day Will Come در کنار ونسان کسل بازی کرد.

## زندگی شخصی
کامیل رو در بخش بروکلین، نیویورک زندگی می‌کند.